# Kauli Vaast
Pour les articles homonymes, voir Vaast (homonymie).
Kauli Vaast, né le 26 février 2002 à Vairao dans l'île de Tahiti en Polynésie française, est un surfeur professionnel français.
Kauli Vaast est champion olympique de surf aux Jeux olympiques 2024. Il est le premier médaillé d'or français dans la discipline lors des Olympiades.

## Biographie
Kauli Vaast est né à Tahiti, mais ses parents, qui se sont rencontrés à Hawaii, lui donnent un prénom d'origine hawaïenne signifiant « celui qui va dans l'océan ». Son père Gaël Vaast, originaire de Berck-sur-Mer dans le nord de la France, est un ancien véliplanchiste de haut niveau. Sa mère Nathalie Thupalua est originaire de Nouvelle-Calédonie. Tous deux ont une carrière d'enseignants, son père en tant que professeur de français et d'histoire-géographie et sa mère en tant qu'institutrice,. Il grandit d'abord dans la localité de Mahina, dans le nord de Tahiti, avant que sa famille ne s'installe face à la vague de Teahupo'o alors qu'il est âgé de dix ans. Il débute le surf à l'âge de 4 ans sur les beach-breaks de Tahiti aux côtés de son père. 

## Carrière sportive
Vainqueur de nombreux titres dans les catégories jeunes, il est triple champion d'Europe de surf junior (2017, 2019 & 2020) et compte 6 victoires sur le circuit international junior.
En 2018, Kauli Vaast intègre le circuit professionnel WQS de la WSL et participe en 2019 au Tahiti Pro Teahupo'o pour sa première apparition dans l'élite mondiale du surf . Bénéficiant d'une wild-card pour l'étape du Championship Tour après avoir remporté les Trials, il termine 9e de la compétition.
En 2021, il finit la saison européenne WQS à la 5e place et se qualifie pour la première édition du circuit Challenger Series, antichambre du CT, la première division mondiale de surf. À l'issue de la saison, il termine à la 69e place du classement Challenger Series.
En octobre 2021, il est vainqueur de l'Open de France de surf à Hossegor.
En plus des compétitions, Kauli Vaast pratique le free surf, une discipline dans laquelle sa performance du vendredi 13 août 2021 n'est pas passée inaperçue. Ce jour-là, sur le spot de Teahupoo, Kauli Vaast a surfé une vague impressionnante dont les images ont été reprises par de nombreux médias,.
Aux Jeux olympiques de Paris 2024, où il s'est qualifié via le championnat du monde de surf ISA 2023 en tant que 5e et premier surfeur européen ,, Kauli Vaast n'était pas favori mais restait outsider de par son statut de surfeur local. Démontrant un beau niveau, il remporte finalement le titre olympique en éliminant notamment le surfeur américain Griffin Colapinto au troisième tour, son compatriote Joan Duru en quart de finale, le Péruvien Alonso Correa en demi-finale et l'Australien Jack Robinson en finale, le 6 août 2024. Il devient donc le premier surfeur français à remporter un titre olympique, quelques minutes après la première médaille française en surf de l'histoire, à savoir le bronze remporté par Johanne Defay.

## Carrière professionnelle
En août 2023, il intègre la police nationale en tant que « réserviste opérationnel ».

## Distinctions

### Décorations
- Chevalier de la Légion d'honneur (décret du 23 septembre 2024)[15]

- Médaille d'honneur de l'engagement ultramarin, échelon bronze (2024)[16]

## Palmarès et résultats

### Saison par saison
- 2017 :
  - Champion d'Europe junior[17]
- 2018 :
  - 5e de l’Air Tahiti Rangiroa Pro 2018 à Tuamotu (Polynésie française)
- 2019 :
  - 2e du Papara Pro Open Tahiti à Papara (Polynésie française)
  - 5e du Jack's Surfboards Pro à Huntington Beach (Californie)[18]
  - Champion d'Europe junior[19]
- 2020 :
  - 2e du Sunset Open à Sunset Beach (Oahu) à Hawaï
  - Champion d'Europe junior[20]
- 2021 :
  - 3e de l’Estrella Galicia Santa Cruz Pro pres by Noah Surf House, à Santa Cruz, au Portugal
  - 3e de l’ABANCA Pantín Classic Galicia Pro, à Pantín, en Espagne[21]

- 2022 :  
  - Finaliste de la compétition, du circuit principal, Tahiti Pro sur le site de Teahupoo après avoir gagné les Trials.
- 2024 :  
  -  Médaille d'or aux Jeux olympiques d'été de 2024 sur la vague de Teahupo'o à Tahiti[22]

### Classements
| Année                    | 2019 | 2020 | 2021 |
| ------------------------ | ---- | ---- | ---- |
| Challenger Series        |      |      | 69e  |
| Qualifying Series        | 167e | 47e  |      |
| Qualifying Series Europe | 102e |      | 5e   |